# Kuta Trieng (Meureudu)
Kuta Trieng is een bestuurslaag in het regentschap Pidie Jaya van de provincie Atjeh, Indonesië. Kuta Trieng telt 467 inwoners (volkstelling 2010).